# Resolutie 1576 Veiligheidsraad Verenigde Naties
Resolutie 1576 van de Veiligheidsraad van de Verenigde Naties werd op 29 november 2004 unaniem aangenomen door de VN-Veiligheidsraad, en verlengde de VN-stabilisatiemacht in Haïti met een half jaar.

## Achtergrond
Na decennia onder dictatoriaal bewind won Jean-Bertrand Aristide in december 1990 de verkiezingen in Haïti. In september 1991 werd hij met een staatsgreep verdreven. Nieuwe verkiezingen werden door de internationale gemeenschap afgeblokt waarna het land in de chaos verzonk. Na Amerikaanse bemiddeling werd Aristide in 1994 in functie hersteld. Het jaar erop vertrok hij opnieuw, maar in 2000 werd hij herkozen. Zijn tweede ambtstermijn werd echter gekenmerkt door beschuldigingen van corruptie. In 2004 veroverden door het Westen gesteunde rebellen de controle over het land en werd Aristide opnieuw uit zijn ambt gezet. In juni dat jaren werden VN-vredestroepen gestuurd en in 2006 werd René Préval, die tussen 1995 en 2000 ook president was, opnieuw verkozen.

## Inhoud

### Waarnemingen
De Veiligheidsraad veroordeelde gewelddaden en pogingen van sommige gewapende groepen om op eigen houtje de ordehandhaving te regelen. Daarom moest zo snel mogelijk ontwapend worden. Ook werden de schendingen van de mensenrechten veroordeeld en werd de overgangsregering opgeroepen een einde te maken aan de straffeloosheid.
Men was verder bezorgd om de willekeurige opsluiting van mensen om hun politieke overtuigen. De overheidsregering werd ook opgeroepen hen die niets ten laste werd gelegd vrij te laten.

### Handelingen
Het mandaat van de MINUSTAH-stabilisatiemacht in Haïti werd verlengd tot 1 juni 2005.
De overgangsregering werd aangemoedigd te proberen hen die buiten het overgangsproces stonden maar het geweld hadden afgewezen te betrekken bij het democratische proces.

## Verwante resoluties
- Resolutie 1529 Veiligheidsraad Verenigde Naties
- Resolutie 1542 Veiligheidsraad Verenigde Naties
- Resolutie 1601 Veiligheidsraad Verenigde Naties (2005)
- Resolutie 1608 Veiligheidsraad Verenigde Naties (2005)

Lijst ·  1522 ·  1523 ·  1524 ·  1525 ·  1526 ·  1527 ·  1528 ·  1529 ·  1530 ·  1531 ·  1532 ·  1533 ·  1534 ·  1535 ·  1536 ·  1537 ·  1538 ·  1539 ·  1540 ·  1541 ·  1542 ·  1543 ·  1544 ·  1545 ·  1546 ·  1547 ·  1548 ·  1549 ·  1550 ·  1551 ·  1552 ·  1553 ·  1554 ·  1555 ·  1556 ·  1557 ·  1558 ·  1559 ·  1560 ·  1561 ·  1562 ·  1563 ·  1564 ·  1565 ·  1566 ·  1567 ·  1568 ·  1569 ·  1570 ·  1571 ·  1572 ·  1573 ·  1574 ·  1575 ·  1576 ·  1577 ·  1578 ·  1579 ·  1580